# خرده فرهنگ فیوری

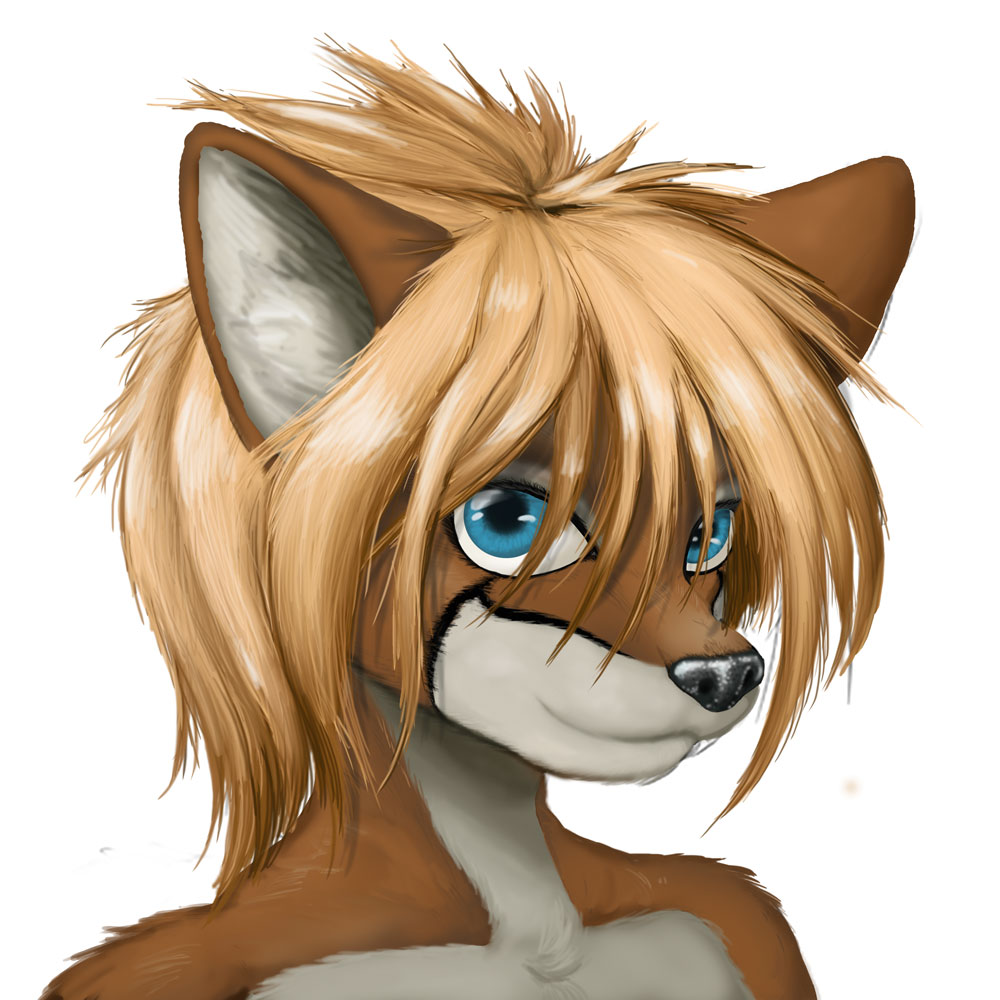
شخصیت کارتونی انسان نما (روباه ماده)، یک شخصیت معمولی فیوری

فندوم یا شیفتگی فری (فیوری) (به انگلیسی: furry fandom)، یک خرده‌فرهنگ علاقه‌مند به شخصیت‌های حیوانی انسان نما با شخصیت و ویژگی‌های انسانی است. نمونه‌هایی از ویژگی‌های انسان انگاری شامل نشان دادن هوش و حالات چهره انسان، صحبت کردن، راه رفتن روی دو پا و پوشیدن لباس است. اصطلاح "Furry fandom" همچنین برای اشاره به جامعه افرادی استفاده می‌شود که در اینترنت و در کنوانسیون‌های خزدار (خزدار معادل فارسی فیوری است) گرد هم می‌آیند یا به شکل دیگری در خرده فرهنگ شرکت می‌کنند. اعضای منفرد فندوم به عنوان " Furries " خزداران یا فیوری‌ها شناخته می‌شوند. (مخفف: خزدار).
فیوری‌ها در اینترنت به خوبی شناخته شده‌اند
نویسندگی و هنر خزدار در میان هواداران آن رایج است و معمولاً کارتون‌های فانتزی با حیوانات انسان‌نما را به تصویر می‌کشند، جنبه‌های دیگر فندوم شامل داستان‌های مصور صنایع دستی، نقش‌آفرینی، همایش‌ها و جوامع آنلاین است.

## تاریخچه
اوایل شکل‌گیری این خرده فرهنگ اینترنتی به سال ۱۹۷۰ در جریان همایش‌های کمیک و کارتون برمی گردد…
در دهه ۹۰ میلادی اینترنت برای عموم مردم در دسترس قرار گرفت و به محبوب‌ترین وسیله برای معاشرت طرفداران خزدار تبدیل شد.
سپس در دهه ۲۰۱۰ مطالعات جدی در مورد فندوم آغاز شد. با گسترش اینترنت و وبسایت‌ها و رسانه‌ها این خرده فرهنگ در کشورهای بیشتری در خارج از آمریکای شمالی شناخته شد و سریع محبویت بدست آورد.

## الهام‌گیری
رمان‌های تمثیلی، از جمله آثار علمی تخیلی و فانتزی، و کارتون‌هایی که حیوانات انسان‌نما را به نمایش می‌گذارند، اغلب به‌عنوان اولین منابع الهام‌بخش هواداران ذکر می‌شوند. نظرسنجی انجام شده در سال ۲۰۰۷ نشان داد که در مقایسه با یک گروه خارج از این فندوم شیفتگان فیوری در کودکی کارتون‌ها را «بسیار زیاد» دوست داشتند و به یاد می‌آورند که به‌طور قابل توجهی بیشتر آن‌ها را تماشا کرده‌اند. و احتمالاً از آثار علمی تخیلی نسبت بنه افراد خارج از این خرده فرهنگ بیشتر لذت می‌برند.

## فعالیت‌ها
بر اساس یک نظرسنجی در سال ۲۰۰۸، اکثر هواداران خزدارها معتقدند که هنرهای بصری، کنوانسیون‌ها، ادبیات و جوامع آنلاین برای این فندوم بسیار مهم هستند.

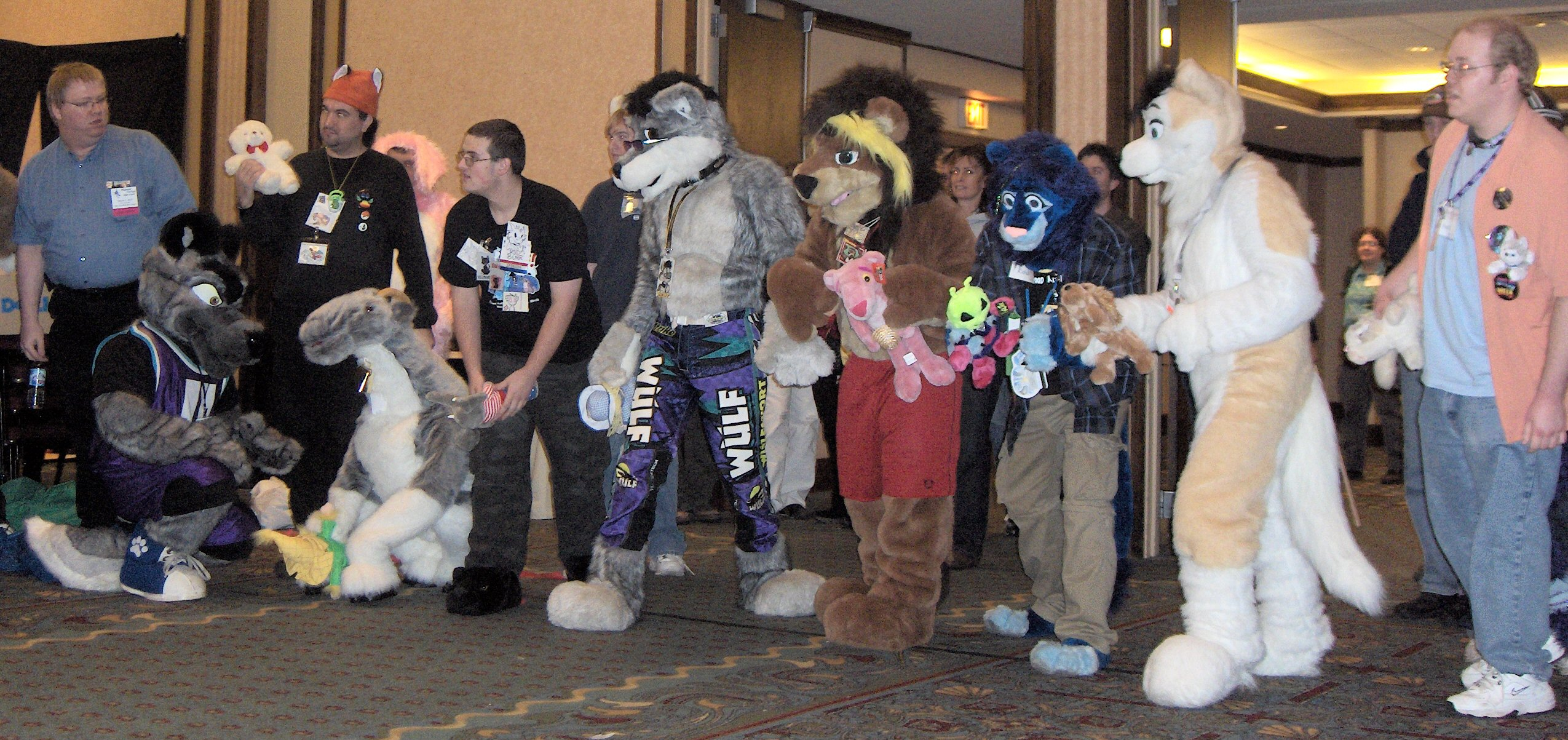
طرفداران خزدار برای یک مسابقه در Midwest FurFest 2006 آماده می‌شوند

## جنبه‌های جامعه شناختی
یکی از جهانی‌ترین رفتارها در طرفداران خزدار، ایجاد فورسونا است - یک نمایش یا آواتار حیوانی انسان‌وار. بیش از ۹۵٪ از شیفتگان خزدارها فورسونا دارند - یک آواتار انسان‌نما یا نمایشی از خودشان. نزدیک به نیمی از طرفداران این فندوم گزارش می‌دهند که آنها تنها یک فورسونا داشته‌اند تا خودشان را نمایندگی کنند. تا حدی، این به دلیل این واقعیت است که برای بسیاری از فیوری‌ها، فورسوناها نمایانگر شخصی مهم و معنادار از خود ایده‌آل آنها هستند. از محبوب‌ترین گونه‌های فورسونا می‌توان به گرگ، روباه، سگ، گربه سانان بزرگ و اژدها اشاره کرد.